# Гульмарг (заповедник дикой природы)
Заповедник дикой природы Гульмарг — охраняемая территория в Гульмарге, округ Барамула, штат Джамму и Кашмир, Индия. Он простирается на 180 квадратных километров (69 кв. миль). На территории этого заповедника, среди прочих, расположены пики Кантернаг, Апарватт, Нил Кант. Заповедник расположен на северо-восточной стороне горного хребта Пир-Панджал и относится к северо-западной биогеографической зоне 2А. Сначала, в 1981 году, территория получила статус охраны как охотничьи угодья, а затем, в 1987 году, ей был присвоен статус заповедника.

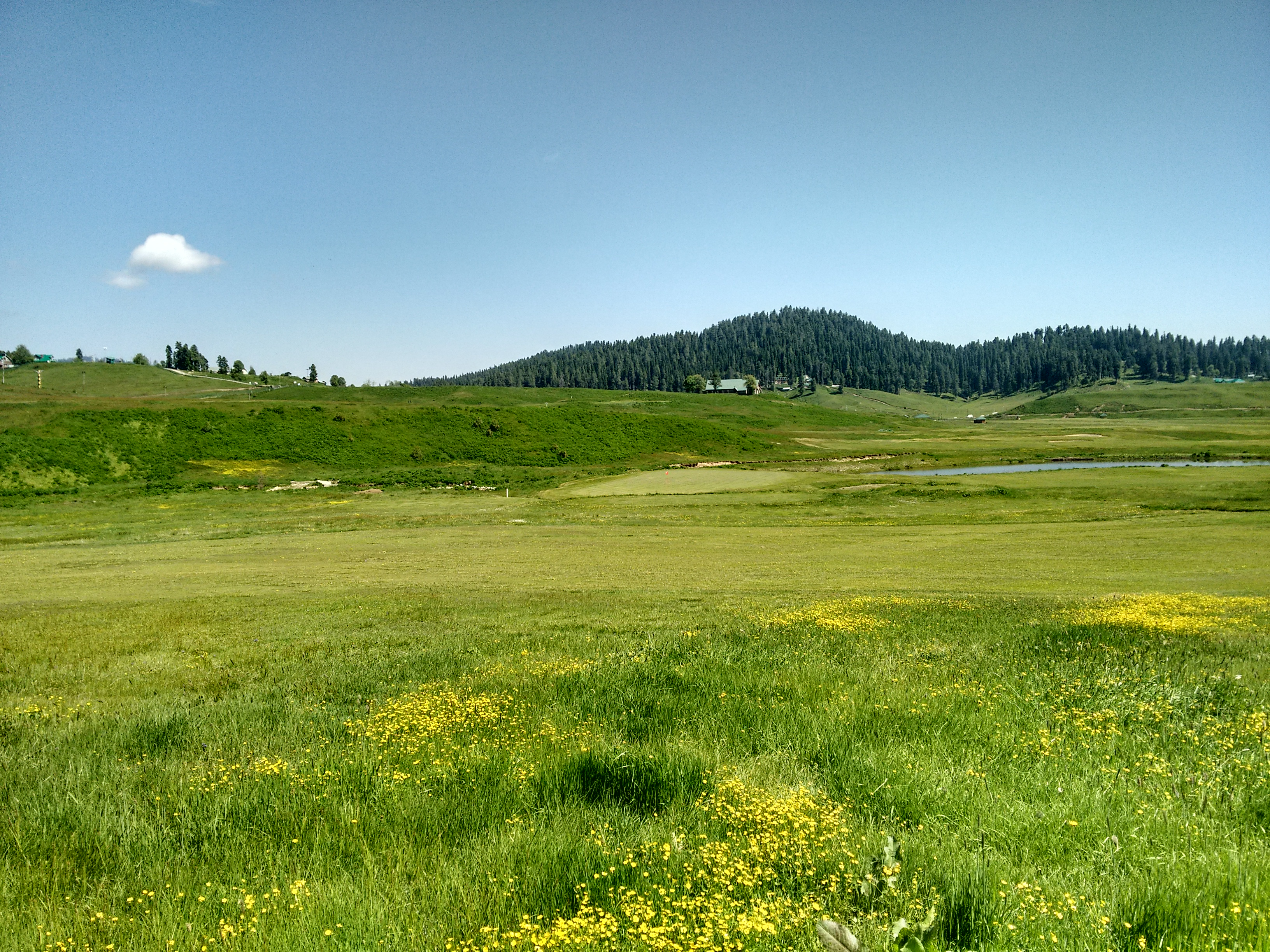
Поле для гольфа

## География
Заповедник дикой природы Гульмарг расположен в хребте Пир-Панджал в Западных Гималаях. Заповедник окружает туристический курорт с горнолыжной гондолой и гольф-клубом. Высота территории заповедника колеблется от 2400 метров (7900 футов) до 4300 метров (14 100 футов), он окружен лесами бассейна реки Гульмарг и верхней водосборной зоной ручья Ферозпур. Заповедник граничит с лесными массивами долины Джелум на севере и западе, с Пунчем и Пир-Панджалом на юге и с деревней Дранг на востоке. Крайне крутой рельеф верховьев ущелья Ферозпур состоит из вулканических панджалских трапп с открытыми потоками лавы. На всей территории заповедника встречаются известняк, сланец, кварцит и шунгит. В заповеднике умеренный климат, зимой большую часть осадков составляют снегопады.

## Флора и фауна
Растительность заповедника в основном состоит из субальпийских лесов из Abies pindrow, берёзы повислой и гималайской сосны. Белая и серебряная пихта произрастают только на влажных участках и на более низких высотах соседствуют с Pinus griffithii, Taxus wallichiana и Picea smithiana. Берёза повислая растёт на горных хребтах, граничащих с альпийскими пастбищами на высоте от 3000 метров (9800 футов) и до 3500 метров (11 500 футов). На более низких высотах в лесах из голубой сосны, окружающих курорт, преобладает Pinus griffithi. Они смешаны с елью — Picea smithiana, клёном — Acer cappadocicum и тисом — Taxus wallichiana. На горных лугах преобладает травянистая флора разных видов. К ним относятся хохлатка, девясил, лапчатка, первоцвет, горечавка, щавель и ирис. Некогда сюда были завезены нарциссы, которые стали натурализоваться. В заповеднике также есть ценные ресурсы лекарственных растений, таких как Saussurea Costus, Picrorhiza kurroa и Jurinea dolomiaea.
В заповеднике Гульмарг зарегистрировано 95 видов птиц разных семейств, включая кашмирскую мухоловку, гималайского улара, гималайского монала и фазана Кокласа (Pucrasia macrolopha) . В заповеднике зарегистрирован 31 вид бабочек.
В Гульмарге обитают тяньшаньский бурый медведь, гималайский медведь, леопард, кабарга, кашмирский гульман, ирбис, тибетский волк (Canis lupus), обыкновенная лисица, бенгальская кошка, камышовый кот, харза, кашмирский олень, гималайский тар, пума, мунтжак, рыси, дымчатый леопард, бородач, журавли, снежный гриф, стервятник и это единственный заповедник дикой природы в Джамму и Кашмире, где появляется перелётный белоголовый орлан. Заповедник служит естественным коридором для перемещения бурых медведей и винторогих козлов между Пунчем и лесами Кашмирской долины.